# Elisabeth Juel
Elisabeth Juel (født 4. maj 1742 på Lundsgård, død 23. januar 1803 på Bjørnemose) var en dansk adelsdame og besidder af Stamhuset Lundsgård.
Hun var datter af Jens Juel og Ida Birgitte von Holsten. 17. januar 1759 blev hun gift med Christian Ahlefeldt-Laurvigen på Lundsgård.
Inden sit giftermål blev hun indskrevet 1755 i Roskilde Adelige Jomfrukloster og blev 1768 Dame de l'union parfaite.
Hun er begravet i Tranekær Kirke.